# 台北故事館

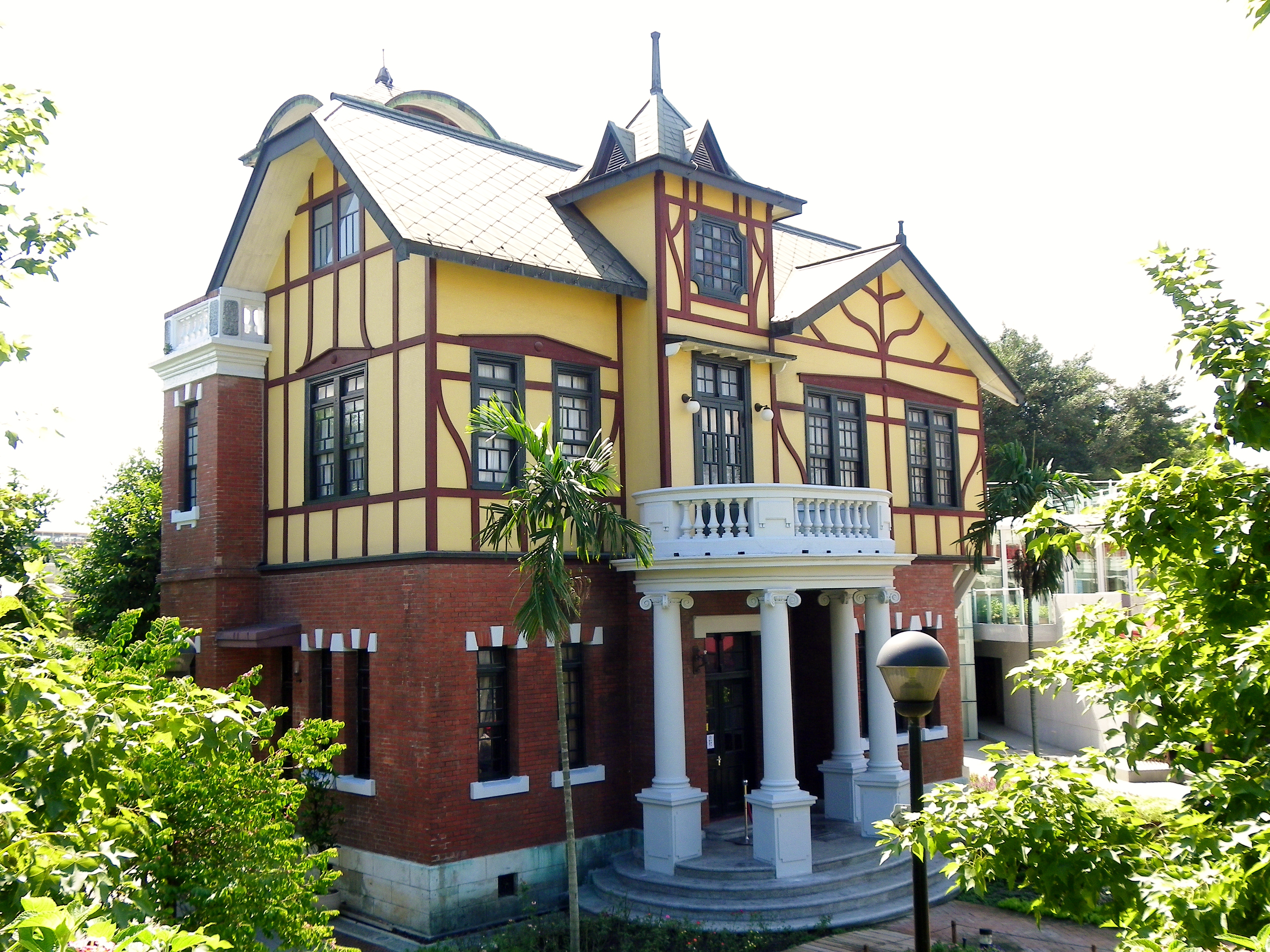
台北故事館

円山別荘（まるやまべっそう）は台北市中山区に建つ洋館の市定古蹟、美術館。台北物語館や、台北故事館さらにかつての所有者の名前を冠して茶商陳朝駿圓山別荘とも表記される。

## 歴史
創建は日本による台湾統治の時代の1914年。大稲埕の茶商で、公会の理事長や稲江信用組合の理事長でもあった陳朝駿の別荘として、また商売上のつきあいのある人々との社交場を兼ねて、日本人建築家近藤十郎の設計により1913年着工で建設された。1923年に陳朝駿は死去するが、世界恐慌の影響もあり店は倒産、別荘は人手に渡ることになる。いつごろ人手に渡ったかについては (王, 二村 & 後藤 2010, pp. 46–47) の資料によれば正確な時期は明記されていないものの世界恐慌中のこととし、王某の手に渡ったとしている。別の年表によれば、少なくとも1936年には華南銀行の所有となったこと、およびそれまでは陳一族の所有であったとされる。1939年に第二次世界大戦が始まると、日本の憲兵隊により徴発された。戦後は1950年の国有化、1954年の黄国書による買い取りなどのイベントがあるとともに、南側に二棟ほど増築が行われた。1975年には無住となり荒廃することとなった。1979年には台北市政府が暫定的に管理することになり、1982年に建物を中心とした公園とし、1987年からは美術館として使用することが決定、1990年に修復計画が策定され、1998年10月14日公告で「圓山別莊（円山別荘）」として市定古蹟に登録された。修復は2002年に李重耀により開始され、2003年4月19日に台北故事館としてオープンした。修復には台北市文化局により2500万台湾元が充てられた。2015年5月からは郭木生文教基金會が運営を引き継いでいる。

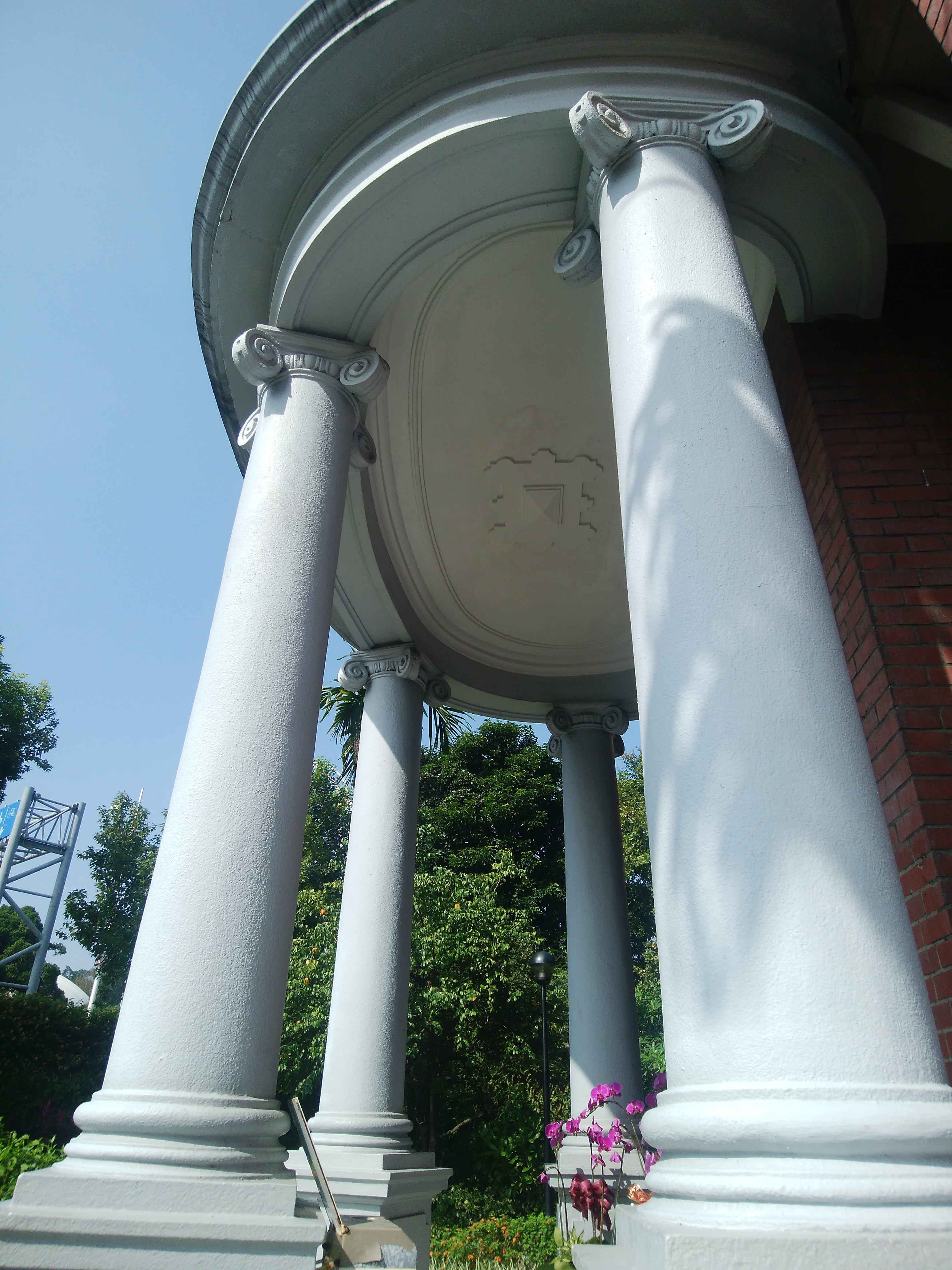
入り口の柱

## 建築・展示
かつては花園や馬場が付属した広大な土地を有していたが、現在は敷地すべて含めても450坪ほどに収まっている。外見のデザインはイギリス風のハーフティンバー様式。新古典主義またはチューダー様式と分類される。台湾においては、チューダー様式の洋館はほかに存在しない。1階部分がレンガ造で2階部分は木造、屋根は銅板葺きという構成。外観の植物をモチーフとした装飾は特徴のひとつとされる。入り口に立つ4本の柱はギリシャのイオニア式を採用している。内部は地上2階の各階3部屋とそれらをつなぐ廊下、階段室からなり、さらに屋根裏部屋をもつ。また、1階には柱列をガラス張りにした土産物屋も付属している。内装は1階が中国風で、2階は往時は畳敷きであったというが、この畳は維持されていない。1階ロビーおよび2階にも暖炉が設置されている。
台北の伝統文化を対象とする展示が各部屋で行われ、企画展と常設の台北故事館自体の歴史が展示される。
付属施設として、カフェレストランの「故事茶坊」と土産物屋の「生活小芸坊」がある。

## アクセス
住所表記は台北市中山区中山北路3段181-1號。基隆河沿いに立地する。MRTの圓山駅（円山駅）より徒歩で10分ほど。
近隣施設として台北市立美術館が挙げられる。ほかには孔子廟、大龍峒保安宮、円山公園、士林夜市もある。市立美術館を右手に北上した位置なのだが、台北故事館は道路レベルより若干低い位置に建っているため、気づかずに素通りしてしまうケースがしばしばある。存在は知られながらも正式名称を把握している人が少なく「（市立）美術館のそばの小屋」、「洋食屋」、「ケーキ屋」扱いされたりするケースもあるという。